# Leucascandra caveolata
Leucascandra caveolata (лат.) — вид губок класса Известковые губки, семейства Jenkinidae из монотипического рода Leucascandra. Эндемик Новой Каледонии.

## Описание
Красно-коричневые губки высотой до 10 см. Тело состоит из множества ветвящихся и соединяющихся между собой трубок. Самые толстые трубки до 1 см в диаметре. Стенки трубок состоят из трёхлучевых спикул с двумя слегка изогнутыми лучами, длиной до 180 мкм и одним прямым около 100 мкм. Полость атриума или спонгоцели поддерживается трёх- и четырёхлучевыми спикулами. Субатриальные спикулы небольшие трёхлучевые, размер лучей — 75-80 мкм. Атриальные спикулы трёх- и четырёхлучевые. Размер их прямых лучей —382 мкм, изогнутых — около 264 мкм. Водоносная система лейконоидного типа.

## Биохимия
Из тела губки выделен новый тип 18-членных макролидов, названный Leucascandrolide A, обладающий противогрибковым и цитотоксическим действием. Особенно эффективным эти вещества оказались против дрожжевого грибка Candida albicans, вызывающего молочницу. Структура этого вещества была установлена в 1996 году до официального описания вида в 2000 году. После этого начались активные поиски путей синтеза этого вещества в лабораторных условиях.